# Amphisbaena vermicularis
A Amphisbaena vermicularis é uma espécie de cobra-de-duas-cabeças endêmica do Brasil e da Bolívia.